# Pleocoma fimbriata
Pleocoma fimbriata är en skalbaggsart som beskrevs av Leconte 1856. Pleocoma fimbriata ingår i släktet Pleocoma och familjen Pleocomidae. Inga underarter finns listade i Catalogue of Life.